# Paix de Constance
La paix de Constance est un traité entre l’empereur du Saint-Empire romain germanique et les communes italiennes qui a été signé le 25 juin 1183. Celle-ci met un terme à une longue période d’hostilités et de tensions entre la papauté romaine, les empereurs germaniques et les villes de plus en plus indépendantes d’Italie. Toutefois, avant la signature du traité, de nombreuses alliances ont permis la formation de ligues puissantes et ont démontré la montée des communes italiennes et lombardes. La paix de Constance a permis aux villes italiennes et lombardes de retrouver leur autonomie perdue en 1158 et de poursuivre le phénomène des communes qui devient important à l’organisation de l’Italie jusqu’au 14e siècle environ.

## Contexte

### Les tensions jusqu'à Frédéric Ier
Le contexte qui entoure la paix de Constance commence par une période de tensions visible entre le 11e et le 12e siècle. Durant cette période, le Saint-Empire et l’Église de Rome ont des relations tendues à cause de la question des Investitures. En effet, les empereurs du 11e jusqu’à Frédéric Ier souhaitaient augmenter leur prestige et celui de leur empire en augmentant leurs Investitures, mais cela a été un grand échec qui amène des tensions internes.Parmi les tensions internes que connait le Saint-Empire romain germanique, nous avons les conflits entre des clans familiaux, comme les guelfes et les gibelins qui réduisent et forcent le recul du pouvoir impérial. Ce conflit concerne toutefois plus la fin du 12e siècle et surtout le 13e siècle selon l’historienne Isabelle Heullant-Donat, ce qui implique qu’il ne s’agissait pas au moment de la paix de Constance, de fronts unifiés s’affrontant, mais plus de tensions périodiques entre des factions parfois fluides et d’autres fois unies. De plus, les instabilités dans le Saint-Empire forcent le pouvoir impérial à concentrer ses forces dans l’empire, ce qui fait reculer sa présence en Italie et permet donc l’émergence de villes autonomes qui deviendront des communes. C’est donc dans ce contexte que l’empereur Frédéric Ier Barbarossa est élu.      

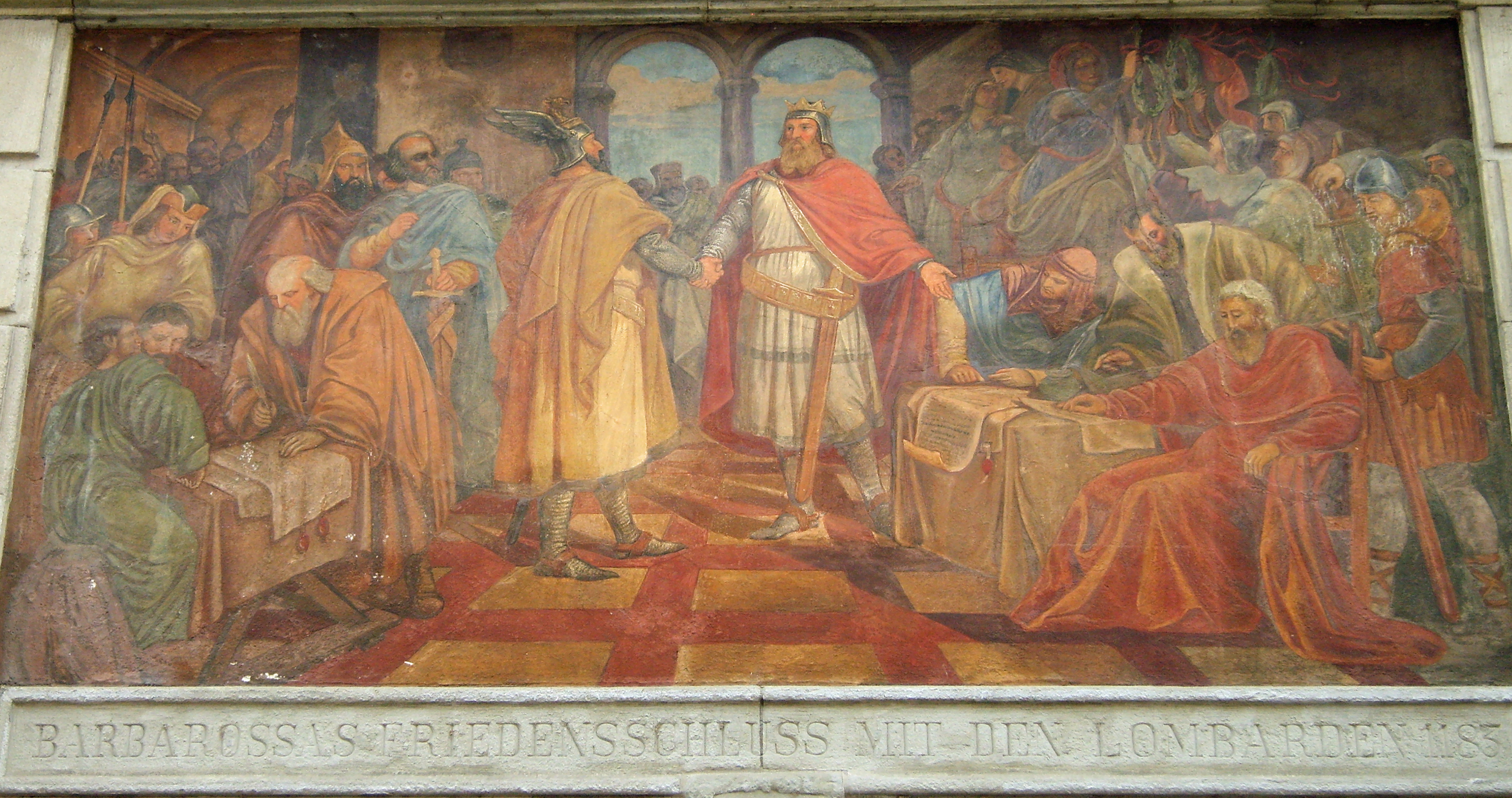
L'empereur Frédéric Barberousse fait la paix avec les Lombards à Constance.

### Les conflits entre la papauté romaine et le pouvoir impérial germanique
Les principaux acteurs qui représentent les différents groupes s’affrontant dans le contexte de la paix de Constance, permettent de mieux comprendre les tensions qui existent dans ce monde romain et germanique. Pour le Saint-Empire romain germanique, il s’agit de Frédéric Ier, qui a des origines guelfe et gibeline, ce qui démontre le désir des élites germaniques de mettre un terme au conflit entre les deux groupes mentionnés. Le nouvel empereur réussit à imposer une paix dans son empire afin de lui permettre d’entreprendre une conquête de l’Italie pour redonner de la grandeur à son empire, qu’il voit comme étant le successeur du grand Empire romain. Pour ce faire, il utilise les tensions préexistantes en Italie afin d’y imposer son pouvoir.  
Ensuite, deux papes romains sont importants pour comprendre cette période et il s’agit d’Adrien IV et d’Alexandre III. Le pape Adrien IV accueille l’empereur en Italie vers 1155, puisque Rome souffre d’une révolte de sa population et il y voit une alliance avantageuse pour lui avec Frédéric. En échange de cette aide, Frédéric Barbarossa demande d’être couronné comme empereur à Rome. À la suite de son couronnement comme empereur des Romains, Frédéric gagne les droits régaliens sur les communes où il nomme ses propres dirigeants, puis décide d’éventuellement descendre en Italie pour mieux appuyer son contrôle sur la région. Le pape Adrien IV reproche à l’empereur d’abuser des pouvoirs dont l’Église lui avait fait cadeau, et ce, au même moment où Frédéric descend en Italie avec ses armées en 1158, ce qui effraie l’Église de Rome qui choisit de négocier avec l’empereur. Malheureusement, le pape Adrian IV meurt avant qu’une entente ait pu être faite et c’est Alexandre III qui prend sa place. Ce nouveau pape adopte une politique beaucoup plus agressive avec le Saint-Empire, puisqu’il excommunie l’empereur, qu’il jette l’interdit sur le Saint-Empire et qu’il s’allie à la Ligue lombarde pour vaincre Frédéric Ier à Legnano en 1176. Enfin, nous avons l’antipape Victor IV, que Frédéric Ier nomme lui-même comme remplaçant d’Adrien IV. Cette nomination fait en sorte que l’Église de Rome connait un schisme d’environ vingt ans qui déstabilise énormément l’Église qui se retrouve divisée entre le pape romain et le pape germanique
. En bref, les acteurs et leurs actions expliquent plusieurs des évènements et des agressions qui précèdent la paix de Constance.  

### Les conflits précédant la signature de la paix de Constance
Comme l’histoire le démontre, l’indépendance des communes ne s’est pas faite sans peine. Celle-ci nécessite plusieurs descentes de l’empereur en Italie, qui se solde par le recul de ce dernier, lorsqu’il signe la paix de Constance en 1183.  
Les premières tensions avec les communes éclatent après les deux diètes de Roncaglia de 1154 et 1158, qui tente de restaurer l’autorité impériale en Italie du Nord et qui retire les droits et l’autonomie des villes italiennes. La Roncaglia de 1158 est particulièrement importante dans ce conflit, puisqu’elle permet d’unir les traditions impériales germaniques et romaines en mobilisant le droit romain en faveur du pouvoir absolu de l’empereur sur tous. Plus précisément, Frédéric Ier utilise le droit romain pour soutenir son projet impérial et l’instrumentalise contre les villes italiennes et le pape de Rome. Malheureusement, ces mesures ne pouvaient pas fonctionner comme l’empereur l’avait espéré, puisqu’à cette époque, plusieurs villes, comme Rome et Milan, ont déjà une identité forte et qu’elles voient les actions de Frédéric Ier comme une menace à leur autonomie et à leur liberté. De plus, elles ont connu une forme d’indépendance économique et politique à partir de la période des Investitures au 11e siècle, ce qui a entraîné une présence de moins en moins forte et permanente des empereurs germaniques dans les affaires italiennes. Toutefois, il faut attendre plusieurs années avant de voir un tournant dans la résistance des communes. En effet, les villes et les communes italiennes ne résistent efficacement que lorsque l’empereur assiège et détruit Milan entre 1158 et 1162, et qu’une résistance massive et unifiée émerge.

Italie Lombarde

La prise et la destruction de Milan, qui est la place forte de la résistance italienne puisqu’elle coordonnait la résistance contre Frédéric Ier, étaient un acte stratégique bien réfléchi de la part de l’empereur. Malheureusement, le rôle central de la capitale lombarde a fait d’elle la cible des alliés de Frédéric Ier en Italie et des troupes de l’empereur, qui décident de l’utiliser comme exemple et message pour tous ceux qui lui résistaient. Frédéric Barbarossa, qui espérait donc que la prise et la destruction de Milan serviraient d’exemple aux communes italiennes s'est trompé dans son estimation, puisqu'elles ont eu l’effet contraire et qu'elles ont augmenté le désir de résistance des Italiens et des Lombards. En effet, l’Italie du Nord jusqu’à 1162 n’avait pas créé d’alliances suffisamment fortes pour affronter et repousser Frédéric Ier et ses troupes, mais cela change lorsque deux grandes alliances, la ligue de Vérone et la ligue de Crémone s’unissent pour former la Ligue lombarde en 1167. La ligue de Vérone était composée de Vicence, de Padoue, de Vérone et de Venise, alors que la ligue de Crémone regroupait des villes lombardes à l’entour de Crémone. De plus, en 1167, un autre retournement se produit lorsque l’armée germanique est décimée par les épidémies.En bref, c’est avec la naissance d’une nouvelle alliance militaire puissante en Italie du Nord et la perte d’une grande partie des troupes germaniques que Frédéric Barbarossa est forcé de battre en retraite devant l’Italie lombarde du Nord unifié. Toutefois, l’Italie ne connait pas de paix avec le Saint-Empire romain germanique avant 1177.
La période allant d’environ 1167 à 1174 est relativement plus calme, puisque Frédéric Ier est affaibli par l’épidémie qui a décimé ses troupes et que la menace de la nouvelle Ligue lombarde le pousse à reculer vers la capitale du Saint-Empire. De plus, lorsqu’il tente de mobiliser de l’aide auprès d’Henri le Lion, le duc de la marche de Brandebourg, il refuse et Frédéric Barbarossa est forcé d’aller affronter les Italiens à Legnano seul. Ce refus d’un homme étant censé être subordonné à l’empereur démontre encore une fois le problème des tensions politiques qui fluctuent à l’intérieur du Saint-Empire durant notre période. Lorsque nous arrivons en 1776, une victoire italienne permet un revirement dans le conflit pour le contrôle de l’Italie et il s’agit de la bataille qui se produit à Legnano. En effet, la victoire décisive des communes sur Frédéric Ier ne survient qu’en 1176 à Legnano, forçant l’empereur à signer la paix de Venise en juillet 1177. En signant ce traité de paix, Frédéric Ier reconnait la légitimité du pape Alexandre III en Italie comme seul et unique pape de l’Église de Rome, et accepte une paix de six ans avec la Ligue lombarde. En bref, cette paix met les bases pour la paix plus permanente qui est signée en 1183, soit la paix de Constance.

## La paix de Constance
Signée le 25 juin 1183, la paix de Constance établit les arrangements entre l’empereur et les communes. Frédéric Ier, qui manque de troupes et qui est affaibli par des conflits internes dans le Saint-Empire, voit la paix comme la meilleure solution pour son empire. En effet, au départ de cette conquête, Frédéric Ier, voulait briser « les grosses dominations territoriales », mais cela ne signifiait pas qu’il était complètement contre les communes, ce qui explique en partie le fait qu’il signe cette paix favorisant le développement des communes. Toutefois, l’empereur, tout comme les communes, souhaite conserver la paix et on négocie afin que les deux partis soient satisfaits, donnant donc une paix qui concède des droits aux communes et à l’Empire.
Si l’on regarde le contenu de la paix de Constance, il est possible de voir qu’il s’agit d’un compromis entre les villes de la Ligue lombarde et le Saint-Empire romain germanique. Chaque acteur veut voir ses intérêts représenter dans le traité et la solution est d’émettre un « compromis entre une domination étrangère sans contre-poids et une autorité locale sans restriction. » Pour ce faire, l’empereur va obtenir la fidélité des villes lombardes et le paiement de redevances au Saint-Empire romain germanique contre le droit des communes d’administrer ses affaires.
Pour ce qui est des villes italiennes, elles obtiennent le pouvoir régalien (regalia), c’est-à-dire toutes les juridictions, taxes, corvées et impôts. De plus, presque toutes les restrictions qui avaient été mises par les deux diètes de Roncaglia ont été supprimées afin de redonner l’autonomie que les villes avaient auparavant. Plus concrètement, le retrait des mesures oppressives sur les communes leur donne le droit d’administrer leurs propres affaires et reconnait l’autonomie politique de l’Italie dans les frontières de l’Empire en plus de les considérer comme leur propre État distinct. Ces reconnaissances sont également suivies par le retour aux élections libres des consuls dans les communes, ainsi que le droit de s’allier entre elles si l’Empire et l’empereur représentent à nouveau une menace pour elles et leur autonomie. Enfin, la paix de Constance est un document d’une très grande importance, puisqu’il représente le premier acte impérial à reconnaitre l’autonomie des villes d’Italie en tant qu’unité collective et qu’il aide le développement des communes.

## L'impact de la paix de Constance sur les communes

### Les communes avant la paix de Constance
Les communes ont commencé à se développer entre 1080 et 1120 en Italie Lombarde, mais le terme pour les définir n’existait pas encore. En effet, avec les conflits politiques et surtout religieux dans le Saint-Empire romain germanique et avec la papauté romaine qui se produisent au 11e siècle, les villes italiennes, rendues au 12e siècle, sont relativement indépendantes. Cette transition entre le 11e et le 12e siècle, qui remet en question le pouvoir de l’Église en Italie, crée un vide politique dans plusieurs villes italiennes. Ce vide sera comblé par la mise en place des communes. De plus, on voit une croissance démographique qui amène des mélanges de cultures et la création de nouveaux groupes et élites qui cause des frictions entre les factions. Avec la diversification de la population et des idées, qui entraînent souvent l’effondrement du pouvoir politique, composé de riches propriétaires d’origines très variés, des systèmes plus inclusifs font leur apparition à partir du milieu du 11e siècle. Enfin, les communes existent bien avant la paix de Constance, mais elles ne sont pas encore reconnues par les entités politiques.

### Les communes après la paix de Constance
Dans ce contexte, l’impact de la paix de Constance sur les communes en Italie doit être vu de façon nuancée. Effectivement, on sait que les communes existaient déjà avant 1183, mais la paix leur donne une définition concrète et des pouvoirs réels qui leur permettent de s’imposer tout au courant du Moyen Âge. De plus, elle permet d’évaluer l’évolution des privilèges du pouvoir royal et impérial. Dit autrement, la paix de Constance marque formellement la création des communes ou des villes-républiques italiennes, comme les nomme Gianluca Raccagni.

## Sources
- François Menant. L’Italie des communes. Paris, Belin, 2005, p. 21.
- Gaulin, Jean-Louis et al., Villes d’Italie/Textes et documents des XIIe, XIIIe, XIVe siècles, Presses Universitaires de Lyon, Lyon, 200 5, 329 p.

Articles de revues et chapitres
- ASCHERI, Mario, « La cité-État italienne du Moyen Âge. Culture et liberté », Médiévales, no48, 2005, p. 149-164. https://journals.openedition.org/medievales/4403#quotation (9 février 2025).
- DREYFUS, François-G., « Des mondes germaniques à la Réforme luthérienne (des origines au début du XVIe siècle) », dans Histoire des Allemagnes, Paris, Armand Colin, 1970, p. 9-74.
- GENET, Jean-Philippe, « L’Empire et la périphérie européenne », dans Le monde au Moyen Âge, Paris, Hachette, coll. « Carrée Histoire », 2004, 2e ed., p. 121-136.
- HUILLARD-BRÉHOLLES, Alphonse, « Étude sur l'état politique de l'Italie depuis la paix de Constance jusqu'au milieu du XIVe siècle », Comptes rendus des séances de l’Académie des Inscriptions et Belles-lettres, no14, 1870, p. 119-145. https://www.persee.fr/doc/crai_0065-0536_1870_num_14_1_67686 (8 février 2025).
- LATOWSKY, Anne A., « In Praise of Frederick Barbarossa », dans Emperor of the World: Charlemagne and the Construction of Imperial Authority 800-1229, Ithaca, Cornell University Press, 2013, p. 138-182. https://www.jstor.org/stable/10.7591/j.ctt1xx5zf (27 février 2025).
- NASH, Penelope, « ‘Italy and her [German] Invaders’: Otto III’s and Frederick Barbarossa’s Early Tours of Italy – Pomp, Generosity and Ferocity », dans Conflict and Violence in Medieval Italy 568-1154, Christopher Heat and Robert Houghton (ed.), Amsterdam, Amsterdam University Press, 2021, p. 243-264. https://www-cambridge-org.proxy.bibliotheques.uqam.ca (6 février 2025).
- RACCAGI, Gianluca, « Lombardy before de Lombard League », dans The Lombard League, 1167-1225, Oxford, British Academy, 2010, p. 7-28. https://academic.oup.com/british-academy-scholarship-online/book/20035?searchresult=1 (5 février 2025).
- RACCAGNI, Gianluca, « The teaching of rhetoric and the Magna Carta of the Lombard cities: the Peace of Constance, the Empire and the Papacy in the works of Guido Faba and his leading contemporary colleagues », Journal of Medieval History, vol. 39, no1, 2013, p. 61-79. https://www-tandfonline-com.proxy.bibliotheques.uqam.ca/doi/pdf/10.1080/03044181.2012.745446?needAccess=true (8 février 2025).
- RACCAGNI, Gianluca, « When the Emperor Submitted to his Rebellious Subjects: A Neglected and Innovative Legal Account of the Peace of Constance, 1183 », The English Historical Review, vol. 131, no550, 2016, p. 519-539. https://doi.org/10.1093/ehr/cew173 (28 février 2025).

Monographies
- ABULAFA, David, Italy in the Central Middle Ages, Oxford, Oxford University Press, 2004, 314p. https://ebookcentral.proquest.com/lib/uqam/detail.action?docID=1173590# (6 février 2025).
- DELUMEAU, Jean-Pierre et Isabelle HEULLANT-DONAT, L’Italie au Moyen Âge Ve-XVe siècle, Paris, Hachette, coll. « Carrée Histoire », 2002, 319p.
- MAIRE VIGUEUR, Jean-Claude, L’autre Rome : Une histoire des Romains à l’époque communale (XIIe-XIVe siècle), Paris, Tallandier, 2010, 559p.
- PACAUT, Marcel, Frédéric Barberousse, Paris, Fayard, 1990, 278p.